# Натишвили, Александр Николаевич
Александр Николаевич Натишвили (груз. ალექსანდრე ნიკოლოზის ძე ნათიშვილი, в русской литературе также Натиев, 1878—1959) — грузинский советский учёный-медик. Один из организаторов медицинского образования в Грузии.

## Биография
В 1905 году окончил медицинский факультет Харьковского университета.
В 1918 году возглавил кафедру нормальной анатомии медицинского факультета вновь созданного Тбилисского университета. В 1919—1920 годах декан медицинского факультета.
1946—1950 годы — председатель Отделения биологических и медицинских наук Академии наук Грузинской ССР.
В 1946 году организовал и возглавил Институт экспериментальной морфологии (впоследствии — его имени). Основатель грузинской анатомической школы и один из организаторов высшего медицинского образования в Грузии. Доктор медицины (1917), профессор (1918).
Опубликовал около 80 научных работ, в основном посвященных кишечной анатомии. Разработал анатомическую и гистологическую терминологию на грузинском языке.